# (9557) 1986 QL2
(9557) 1986 QL2 là một tiểu hành tinh vành đai chính. Nó được phát hiện bởi Henri Debehogne ở Đài thiên văn La Silla ở Chile ngày 28 tháng 8 năm 1986.